# شهرک شاه فیصل
شهرک شاه فیصل (به انگلیسی: Shah Faisal Town) یک شهر در پاکستان است که در کراچی واقع شده‌است. شهرک شاه فیصل ۳۳۵٬۸۲۳ نفر جمعیت دارد.